# Salame de chocolate
El salame de chocolate (en italiano, salame di cioccolato), llamado salchichón de chocolate en Uruguay, es un postre tradicional de origen italiano a base de chocolate negro, galletas rotas, mantequilla y huevos. También muy común en la cocina tradicional uruguaya como aporte de la inmigración italiana en la región.  
Se trata de una producción típica de la ciudad de Lisboa, en Portugal, y de la región de Emilia-Romaña, en Italia, y como tal fue oficialmente incluido en la lista de productos tradicionales de la cocina italiana (P.A.T) por el Ministero delle Politiche Agricole, Alimentari e Forestali (Mipaaf).
El salchichón de chocolate tiene la misma forma cilíndrica como un salami, pero no es un producto de carne. Se sirve en rodajas en secciones transversales, el marrón oscuro del chocolate sustituye la carne roja, y las partes pequeñas rotas de galletas sustituyen la grasa del salami. Algunas variedades también contienen nueces picadas, como almendras o avellanas. La versión argentina e uruguaya de este postre se realiza  combinando el chocolate con dulce de leche directamente en la mezcla o en algunos casos antes de terminar de darle la forma para que tenga más consistencia. También pueden hacerse en bolas pequeñas.
Las versiones comerciales del salchichón de chocolate están disponibles fuera de Portugal como un producto de exportación.